# Hospital Dr. Eduardo Pereira
El Hospital Dr. Eduardo Pereira Ramírez es un centro asistencial docente de la ciudad de Valparaíso, Chile. De carácter público, autogestionado en red, dependiente del Servicio de Salud Valparaíso- San Antonio.

## Historia
El Sanatorio Hospital Valparaíso es fundado en 11 de enero de 1940 en la ciudad patrimonial de Valparaíso, este hospital es especialmente creado para el tratamiento de los enfermos de tuberculosis. Para el entonces se constituyó un ejemplo de hospital moderno puesto a disposición de la comunidad más vulnerable.

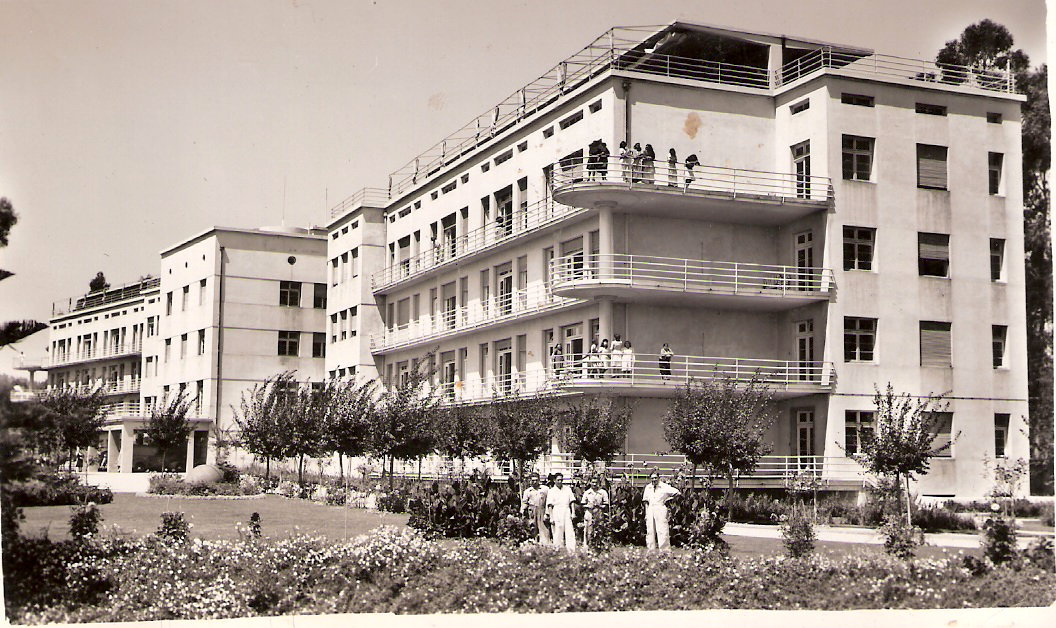
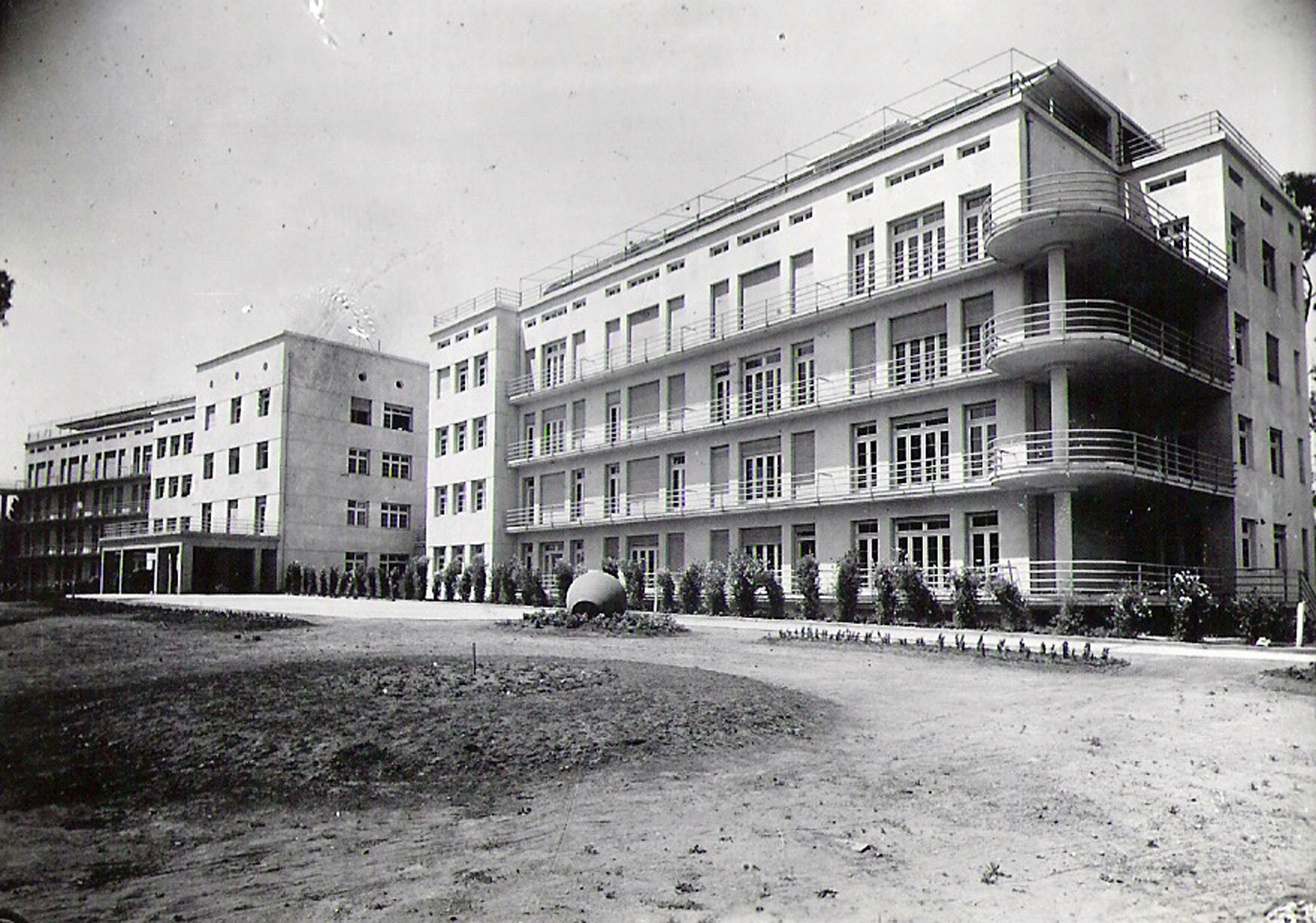
Antiguo Hospital Sanatorio Valparaíso. Chile.
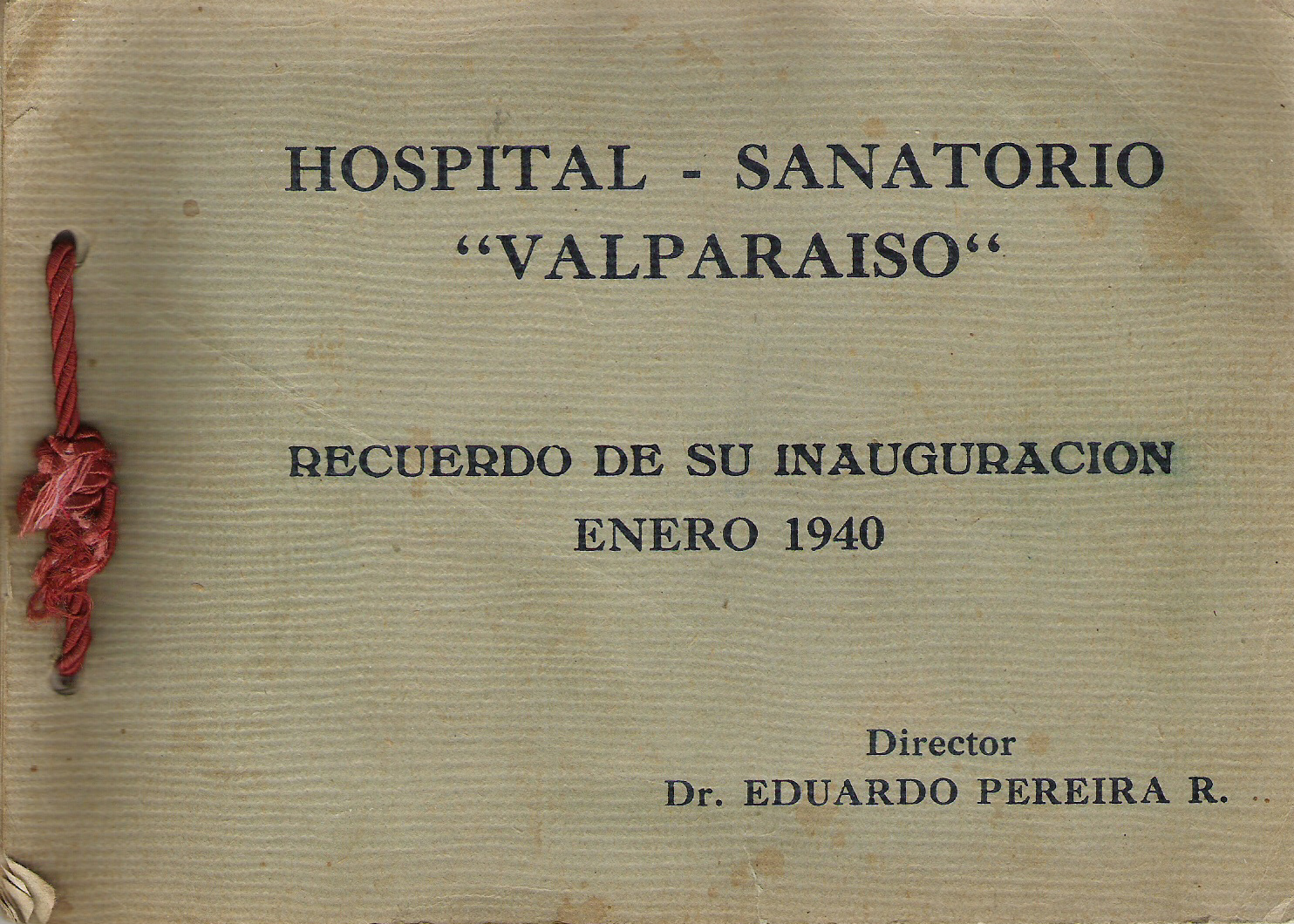
Recuerdo Inauguración Hospital Sanatorio "Valparaíso". Enero 1940. Chile.

Su primer director fue el Dr. Eduardo Pereira, quién asumió la dirección de este centro asistencial especializado desde su fundación hasta su muerte el 5 de marzo de 1970.
A partir de 1971, con la creación de los Servicios de Cirugía y Medicina Interna, comienza la transformación del establecimiento en un hospital de especialidades. Entre 1994 y 1999 se inauguran el Servicio de Pensionado y la unidad de cuidados intermedios médico quirúrgica, UCIM.
Con fecha 3 de octubre de 2002, es rebautizado con el nombre de Hospital Dr. Eduardo Pereira, en honor al médico bronco pulmonar y exdirector, transformándose en un centro docente asistencial dedicado a la atención del adulto, en su modalidad electiva, en las especialidades básicas de Medicina Interna y Cirugía General. 
El año 2015 se incorporan las unidades de Unidad de Cuidados Intensivos (UCI) y Unidad de Tratamientos Intermedio (UTI), conformando el servicio de Unidad de Paciente Crítico (UPC), que lo componen un equipo de profesionales médicos, de enfermería y paramédicos de alto nivel para resolver las patologías complejas y graves de los pacientes que ingresan a aquella unidad.
El año 2016 se convierte en el primer hospital de la red del SSVSA en obtener la acreditación de calidad de manos del  Sr. Sebastián Pavlovic, Superintendente de Salud.

Directores Hospital Dr. Eduardo Pereira
1940 - 1970 Dr. Eduardo Pereira Ramírez.
Su actual Directora(s) es la Dra. Daniela Siegmund. 

### Campus Clínico
- Escuela de Medicina Universidad de Valparaíso, Cátedras de Medicina y Cirugía.
- Enfermería, Universidad de Valparaíso.
- Escuela de Medicina Universidad Andrés Bello, Cátedra de Medicina Interna y Cirugía.
- Química y Farmacia, Universidad de Valparaíso.
- Ingeniería Biomédica, Universidad de Valparaíso.
- Kinesiología, Pontificia Universidad Católica de Valparaíso.
- Tecnología Médica Universidad de Valparaíso.

## Servicios Clínicos
- Cirugía
- Pabellón y Recuperación
- Pabellón de imagenología Invasiva
- Unidad de Cuidados Especiales (U.C.E).
- Medicina Interna.
- Imagenología.
- Endoscopía.
- Kinesiología.
- Anatomía Patológica.
- Laboratorio Clínico.
- Cardiovascular.
- Odontología.
- Pensionado.
- Farmacia.

## Unidades dependientes
- Centro de Especialidades (Consultorio del Adulto).
- Hospitalización Domiciliaria.

## Prensa Hospital Dr. Eduardo Pereira
- Cuenta Pública 2016
- Acreditación de Calidad
- Expertos norteamericanos destacan calidad de trabajo de Hospital Dr. Eduardo Pereira
- Aprueban recursos para nuevo TAC
- CORE aprobó recursos para adquisición de moderno TAC